# سلطان يعقوب (البقاع)
سلطان يعقوب  هي إحدى القرى اللبنانية من قرى قضاء البقاع الغربي في محافظة البقاع.